# Станіслав Дидек
Станіслав Дидек (пол. Stanisław Dydek; 24 жовтня 1864, Стара Весь — 18 червня 1925, Краків) — польський архітектор, єзуїт.

## Життєпис
Народився 24 жовтня 1864 року в Старій Весі (нині Березівський повіт, Підкарпатське воєводство, Польща). Вступив до єзуїтського ордену 26 червня 1884 року, а 15 серпня 1895 року склав вічні обітниці.
Працював для ордену у 1890—1904 роках, переважно наглядаючи за будівництвом. Головний архітектор єзуїтської провінції. Знання з фаху здобував під керівництвом Едгара Ковача, а згодом поглиблював у Львівській політехніці. Від 1921 року виконував функції будівничого єзуїтської провінції. Працював також як столяр і різьбяр. Помер 18 червня 1925 року у Кракові
Роботи
- Реставрація церкви василіянського монастиря в Шептицькому (1888)[3].
- Неороманський вівтар за власним проектом для костелу св. Станіслава Костки в Станиславові (після 1896).
- Вівтар за власним проектом для костелу у Коломиї (бл. 1897).
- Керівництво спорудженням дерев'яної каплиці Матері Божої Неустанної Помочі і санаторію для єзуїтів на Губалувці в Закопаному (1899).
- Неоготичний вівтар за ескізами Яна Хоронжого для костелу Святого Духа в Новому Сончі (1890—1891).
- Перебудова дерев'яного житлового будинку на каплицю св. Франциска Ксаверія у Стрию для ордену Єзуїтів (1904, спільно з інженером Бауером і за проєктом Кароля Ріхтмана-Рудневського)[2].
- Нагляд за будівництвом костелу Найсвятішого Серця Ісусового оо єзуїтів у Кракові за проєктом Франциска Мончинського (1910—1921)[4].
- Первинна концепція будови костелу святого Йосифа при реколекційному домі єзуїтів у Львові на вулиці Залізняка (1913). Остаточно опрацьована Франциском Мончинським. Дидек провадив також нагляд за будівництвом[5].
- Керівництво спорудженням і реконструкціями споруд єзуїтського ордену у Хирові і Тернополі та василіянських монастирів у Добромилі і Лаврові.